# بيدرو بورو
بيدرو بورو (بالإسبانية: Pedro Porro)‏ (مواليد 13 سبتمبر 1999) هو لاعب كرة قدم إسباني يلعب كظهير أيمن في نادي توتنهام هوتسبير في الدوري الإنجليزي الممتاز.

## روابط خارجية
- بيدرو بورو على موقع الاتحاد الدولي (مؤرشف)  (الإنجليزية)
- بيدرو بورو على موقع الاتحاد الأوربي (الإنجليزية)
- بيدرو بورو على موقع قاعدة بيانات كرة القدم.إي يو (الإنجليزية)
- بيدرو بورو على موقع ناشيونال فوتبول تيمز (الإنجليزية)
- بيدرو بورو على موقع Soccerbase.com (لاعب) (الإنجليزية)
- بيدرو بورو على موقع Soccerway.com (الإنجليزية)
- بيدرو بورو على موقع عالم كرة القدم.نت (الإنجليزية)